# Bornkinnel
Das Bornkinnel, auch Bornkinnl, Bornkind(e)l oder Bornkennl genannt, ist eine stehende Christkindfigur aus dem Erzgebirge und den angrenzenden Gebieten. Die geschnitzten Altar-Figuren stammen meist aus dem 16. und 17. Jahrhundert. 
Daneben bezeichnet der Begriff im Raum Westerzgebirge, Vogtland und Nordbayern auch das Christkind, das Weihnachtsfest, die Weihnachtsgeschenke, ein Gebildbrot in Form eines Kindes sowie eine Puppe mit Lichtern und weißem Kleid. Als „falsche Bornkinnel“ bezeichnen Kunsthistoriker die Benennung von Darstellungen von Maria mit dem Kind im Arm als Bornkinnel.

## Geschichte

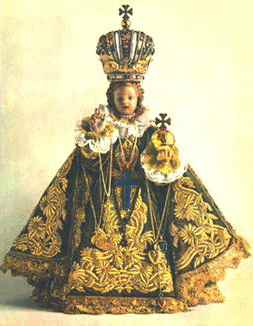
Prager Jesuskind, Vorbild der Bornkinnel

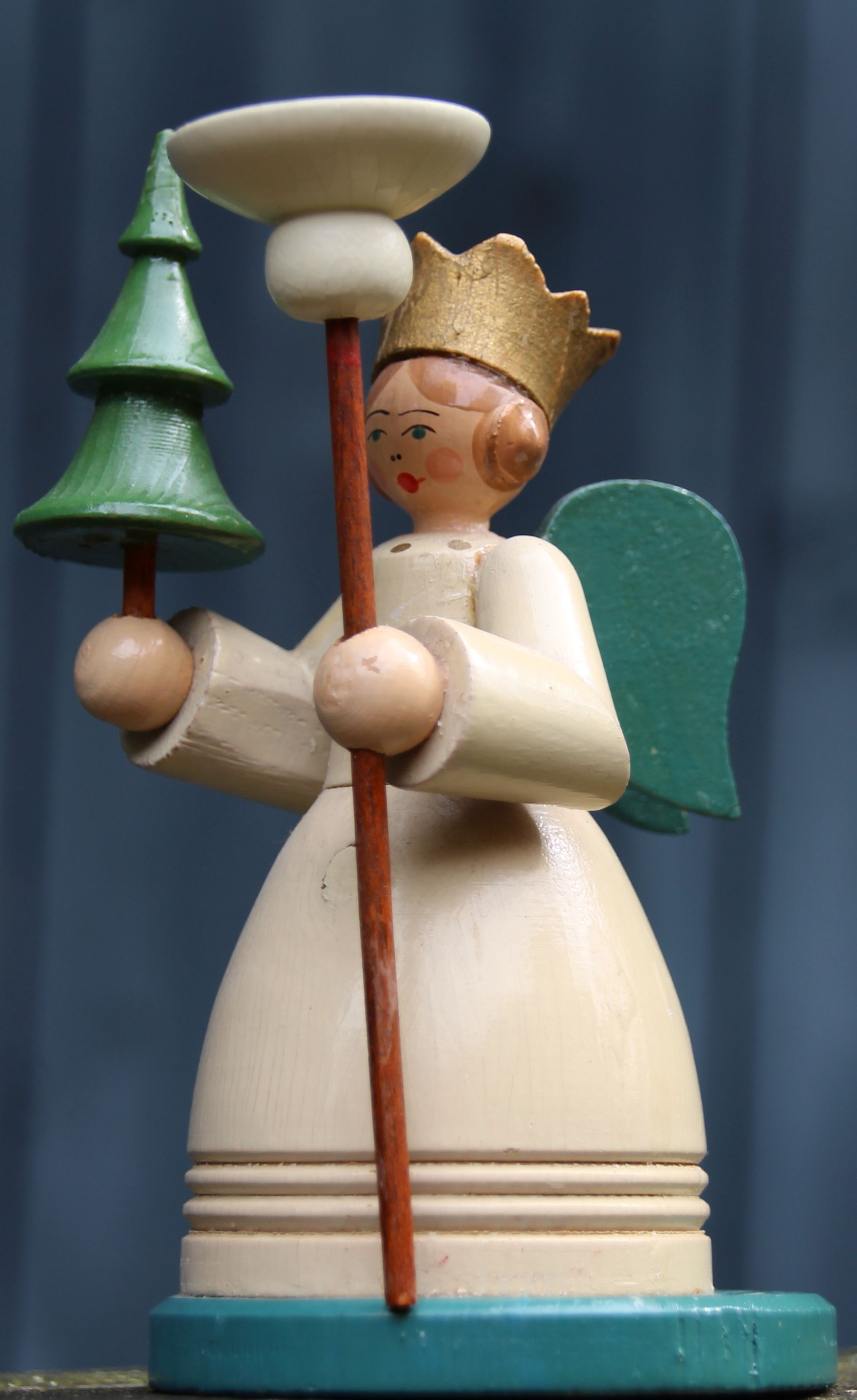
1930er Jahre: Das Bornkinnel in der erzgebirgischen Handwerkskunst

Das Aufstellen der Bornkinnel-Figuren geht auf den katholischen Weihnachtsgottesdienst, die Mette zurück. Im Mittelpunkt stand dabei meist eine Weihnachtskrippe, um die Geschehnisse der Nacht den Gottesdienstbesuchern zu verdeutlichen. Das Jesuskind wurde dabei meist in Windeln gewickelt liegend in der Krippe dargestellt (Fatschenkind). Da die Metten in der Muttersprache gehalten wurden, entwickelte sich eine besondere Form der Verehrung der Figuren, da der Abstand zum „Göttlichen“ reduziert wurde. Ab dem 15. Jahrhundert wurden diese Figuren meist auf dem Altar ausgestellt. In derselben Zeit kamen auch stehende Jesuskindfiguren mit segnender Hand und Reichsapfel auf. Zum Kreis dieser Figuren gehörten der Bambino in der Kirche Santa Maria in Aracoeli in Rom, das Prager Jesuskind sowie viele ähnliche Figuren in italienischen Kirchen. Gefördert wurde die Verehrung der Jesuskindsfiguren in der Einflusssphäre der Habsburger durch die Jesuiten. Die ältesten Bornkinnelfiguren wurden in Sachsen in Kamenz (Ende des 15. Jahrhunderts) und Zwickau (um 1520) nachgewiesen. Auch in Hof wurde 1608 ein über 100 Jahre altes Jesulein erwähnt, welches auch bei Heischegängen mitgetragen wurde. 
Ihre weitere Verbreitung erlebten die Bornkinnel erst mit der Einführung des Protestantismus in Sachsen. Angeregt durch Martin Luther wurde die Nikolausbescherung auf Weihnachten verlegt und die Geschenke wurden durch das Christkind oder den Heiligen Christ gebracht. Die bisher gebräuchlichen Jesuskindlein und die Christmette wurden im Gegensatz zu anderen kirchlichen Bräuchen weitergepflegt. Die katholischen Bräuche Böhmens, vor allem die Weihnachtsspiele und -krippen, strahlten auch auf die Nachbarländer aus. In Sachsen, vor allem in den Grenzregionen des Erzgebirges und des Vogtlandes, fertigte man ab dem Frühbarock weitere Jesusfiguren an und band diese ins Gottesdienstgeschehen ein. So entstanden in der Zeit zwischen 1620 und 1680 die meisten der heute noch erhaltenen Figuren. Viele Bornkinnel lassen sich entlang der Handelsroute über den Preßnitzer Pass nachweisen. In diesem Gebiet waren auch die bergmännische Schnitzkunst sowie Wandermarionettentheater verbreitet. Auch Weihnachtsspiele wurden in dieser Gegend noch bis in die Mitte des 19. Jahrhunderts aufgeführt.
Die kirchlichen Bornkinnel-Bräuche kamen im 18. Jahrhundert unter dem Einfluss der Aufklärung zu ihrem Ende. Neben dem Verbot von Weihnachtskrippen, Umzügen und Heischegängen in den Orten wurden auch die als „vorreformatisch“ angesehenen Bornkinnel-Figuren aus den Kirchen verbannt. 
Da das Christkind inzwischen als weihnachtlicher Gabenbringer galt, wurde nach dem Ende der kirchlichen Bornkinnelverehrung das Bornkinnel in den privaten Weihnachtsbrauch übernommen. So wurden Puppen für den Hausgebrauch angefertigt, dabei kam es dann später zu einer Vermischung der Darstellung mit der des Weihnachtsengels. Aber auch bestimmte Bräuche wie als Bornkinnel verkleidete Kinder, die die Geschenke überbrachten, entstanden oder wurden weitergepflegt.

## Etymologie
Früheste schriftliche Zeugnisse zur Bezeichnung der Figur sind im 18. Jahrhundert zu finden. So wird in einem Inventarverzeichnis des Pfarramtes Bockau „1 Bohrn Kindel, in rothen Damast gekleidet“ erwähnt. Die Entstehung des Begriffes wird im Gebiet der Zwickauer Mulde, einem der Hauptverbreitungsgebiete der Figur, vermutet.
Zur Herkunft des Begriffes gibt es verschiedene Ansichten. Eine Abstammung vom mittel- und niederdeutschen „Born“ für Brunnen, kann ebenso wie vom althochdeutschen „barn“ (Kind) weitgehend ausgeschlossen werden.
Seit Mitte der 1990er Jahre setzt sich die Ansicht durch, dass die Bezeichnung sich von „neugeboren“ herleitet. So wird in einer Zwickauer Kirchenrechnung von 1567/68 „das newe geborne kindlein“ sowie in einer Schneeberger Kastenrechnung von 1594 „dem geboren Kindel“ erwähnt. Auch in späteren Bezeichnungen der Figur wird vielfach die Fügung „(neu)geborenes Kind(el)“ gebraucht.
Eine Herleitung vom mittelhochdeutschen „barn“ (Krippe, Raufe) galt lange Zeit als zutreffend. Hier wird jedoch ein Widerspruch zur Darstellung als Knabe ohne Bezug zu einer Krippe gesehen. Auch die Bezeichnung der Figur im 16. Jahrhundert als „neu geborenes Kind“ lassen einen späteren Bedeutungswandel paradox erscheinen. Diese These wird dadurch unterstützt, dass die Schriftsprache in vielen Fällen von der gesprochenen Mundart abwich. So wurde „Jesuskindlein“, „Christkindlein“ oder „gebohrnes Kind“ geschrieben.

## Ikonografie
Das Bornkinnel ist eine nackte stehende Knabenfigur. Die Figur trägt meist ein weißes langes Kleid, kann aber vollständig angekleidet werden. Die rechte Hand ist im Segens- oder Schwurgestus dargestellt, während die linke Hand die Weltkugel hält. Der Knabe trägt goldenes Haar und meist einen Strahlenkranz. Weniger häufig sind eine Krone oder ein Zepter statt der Segnungshand. Aufgestellt wird das Bornkinnel auf einem Sockel, der dem Transport und der besseren Sichtbarkeit auf dem Altar dient. 
Im Mittelpunkt der traditionellen Mettenfeiern im Erzgebirge standen die Weissagungen über Christi Geburt aus den Prophetenbüchern der Bibel, Jesaja 9 und Jeremia 23. Diese Ankündigungen eines kindlichen Gottes beeinflussten die Gestaltung des Bornkinnels. Mit der Gestaltung des Bornkinnels wurden Jugendlichkeit, Kraft, Unbekümmertheit und Zuversicht ausgestrahlt. 
Diese Darstellung eines kindlichen Gottes trägt einen unbewussten tiefenpsychologischen Einfluss. Bereits in vorchristlichen Mythologien kommt die Darstellung eines solchen „göttlichen Kindes“ vor. Solche Figuren wirken auf die meisten Menschen liebenswert und anziehend.
Eine originale Bekleidung lässt sich heute nicht mehr nachweisen. Es liegen jedoch Aufzeichnungen aus dem 16. und 17. Jahrhundert vor, die ein weißes Hemd und vielfach einen roten Mantel erwähnen. 
Das goldene Haar und der Strahlenkranz als Nimbus wurden mit der Göttlichkeit Jesu als Licht der Welt und seiner Heiligkeit assoziiert. Das weiße Hemd oder Kleid entspricht in der Farbgebung der besonderen Bedeutung der Figur. Eine gleiche Farbwahl erfolgt bei der Taufe oder bei den liturgischen Farben der Gewänder und der Antependien. Das Rot des Mantels verweist auf das Königspurpur, erinnert aber auch an die Kreuzigung Christi. 
Die Krone oder ein Kranz, den die Bornkinnel in einigen Fällen tragen, stehen für die göttliche Herkunft. Mit dem Erdapfel wird der Herrschaftsanspruch über das gesamte Universum ausgedrückt. Die erhobene rechte Hand kann als weise helfende Hand oder übertragen als Schwur- oder Segenshand als Symbol der Wahrheit und Verlässlichkeit gedeutet werden. 
In einigen Orten wurden die Figuren mit dem Rosenkranz ähnlichen Ketten geschmückt.

## Standorte

Verbreitung der Bornkinnel

Die Bornkinnel sind vor allem im Bereich des Westerzgebirges zu finden. Das Hauptverbreitungsgebiet erstreckt sich entlang einer Linie von Zwickau nach Jöhstadt. Dies entspricht weitgehend dem Verlauf einer alten Handelsroute über den Erzgebirgskamm. Auch im Bereich der Fürstentümer Reuß sind mehrere der Figuren zu finden. 
Heute sind 77 Bornkinnel an 67 Standorten nachgewiesen, davon sind 27 nicht mehr vorhanden.

## Bildergalerie

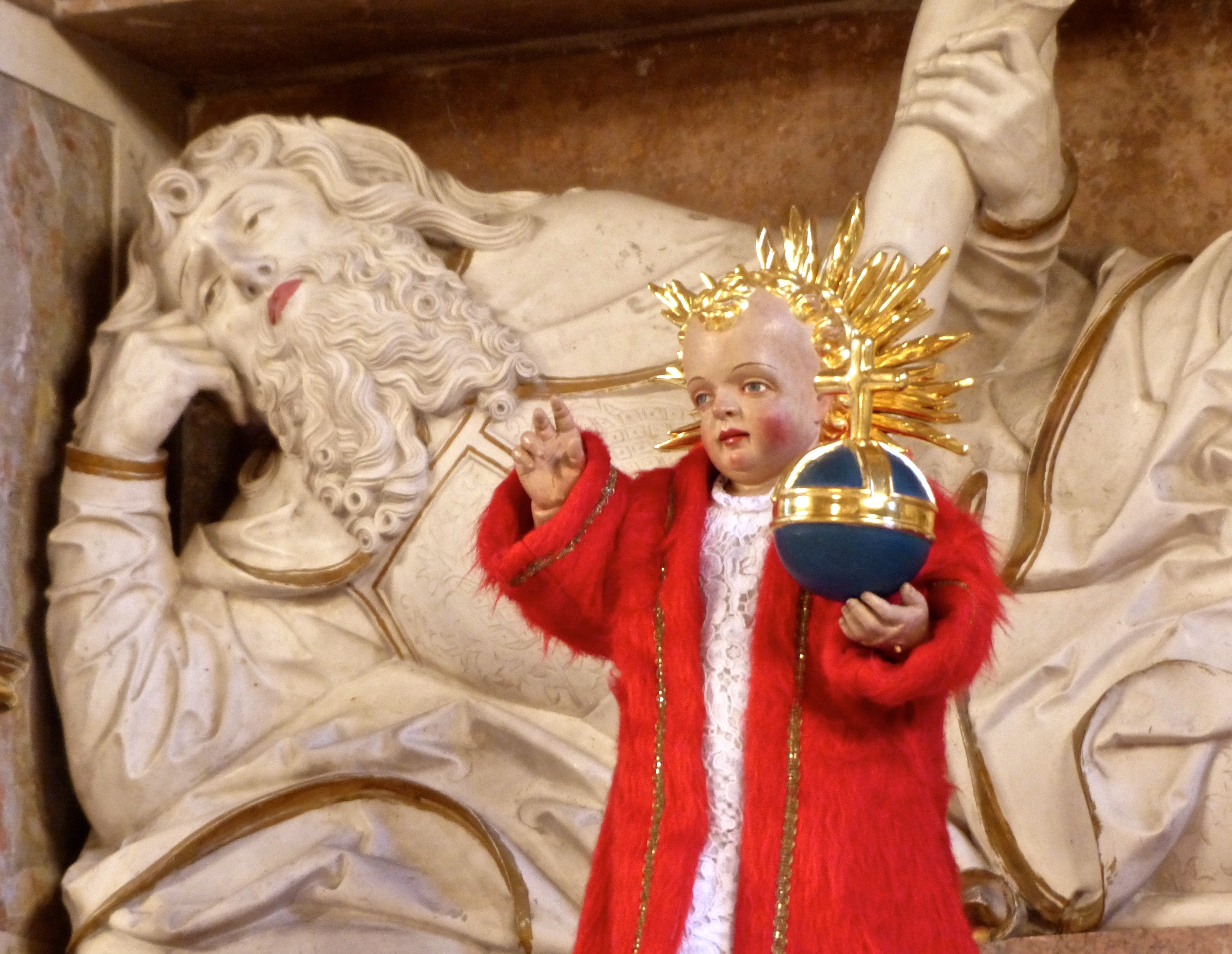
Bornkinnel auf dem Altar der St. Annenkirche in Annaberg-Buchholz
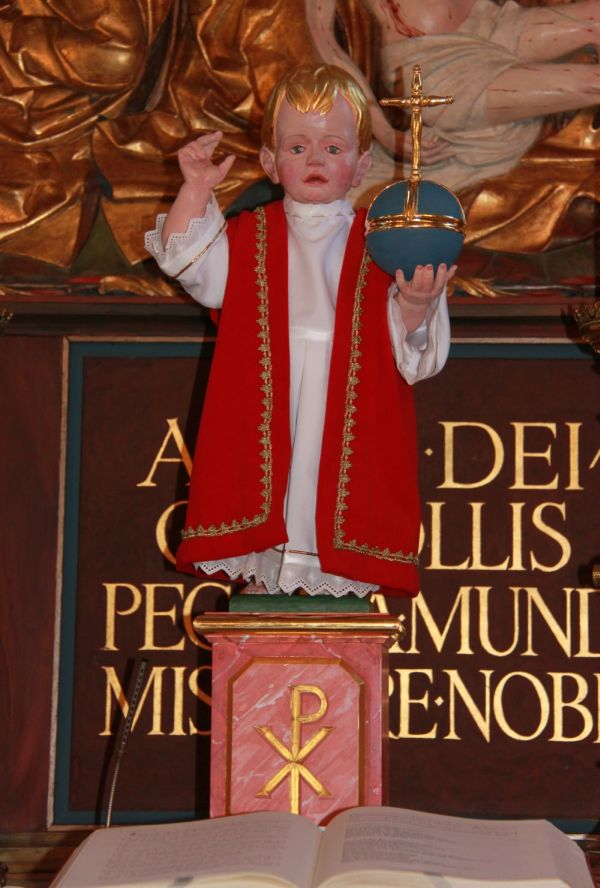
Bornkinnel auf dem Altar der St. Johanniskirche in Scheibenberg
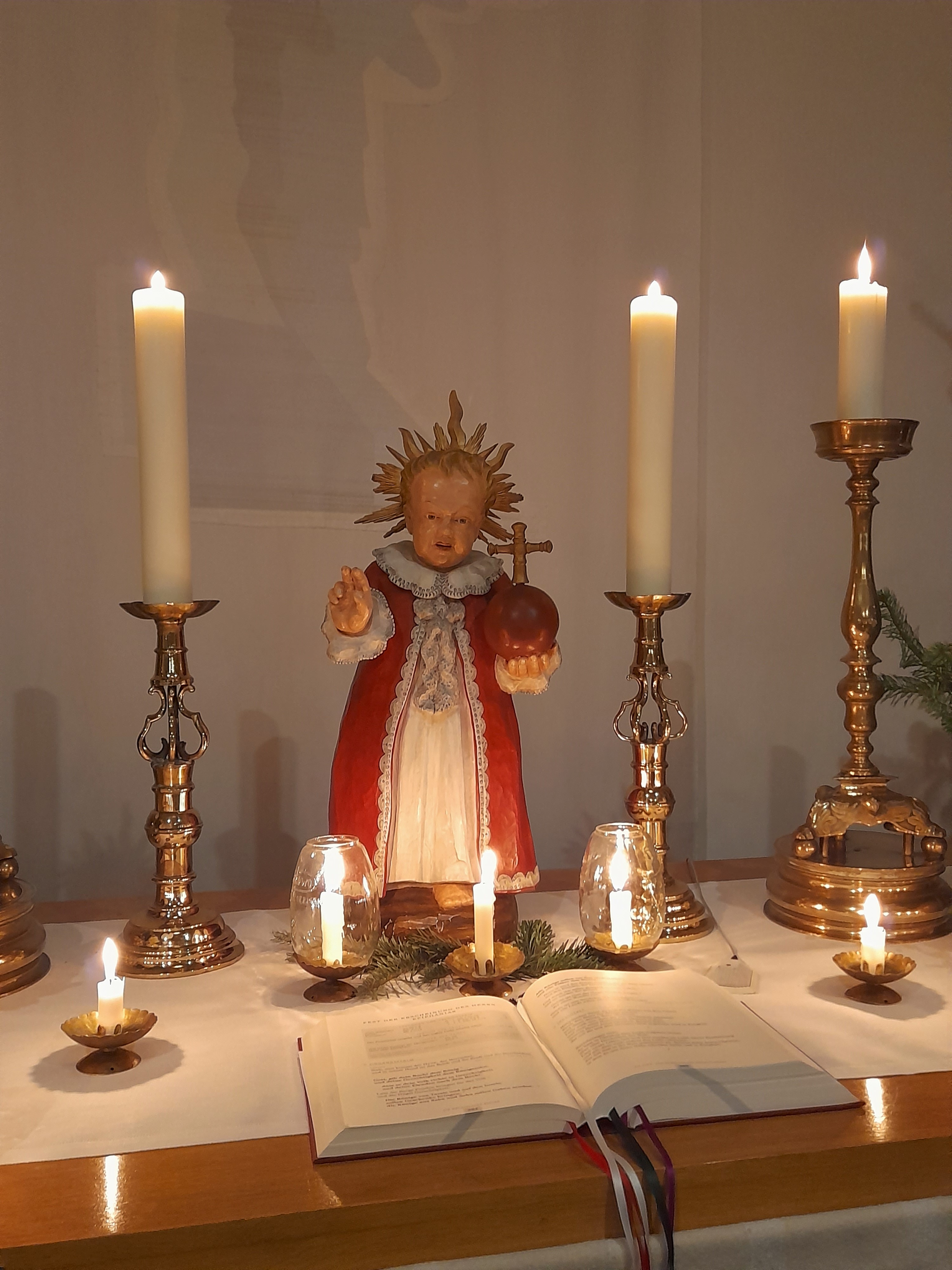
Bornkinnel auf dem Altar der Hospitalkirche St. Trinitatis in Schneeberg
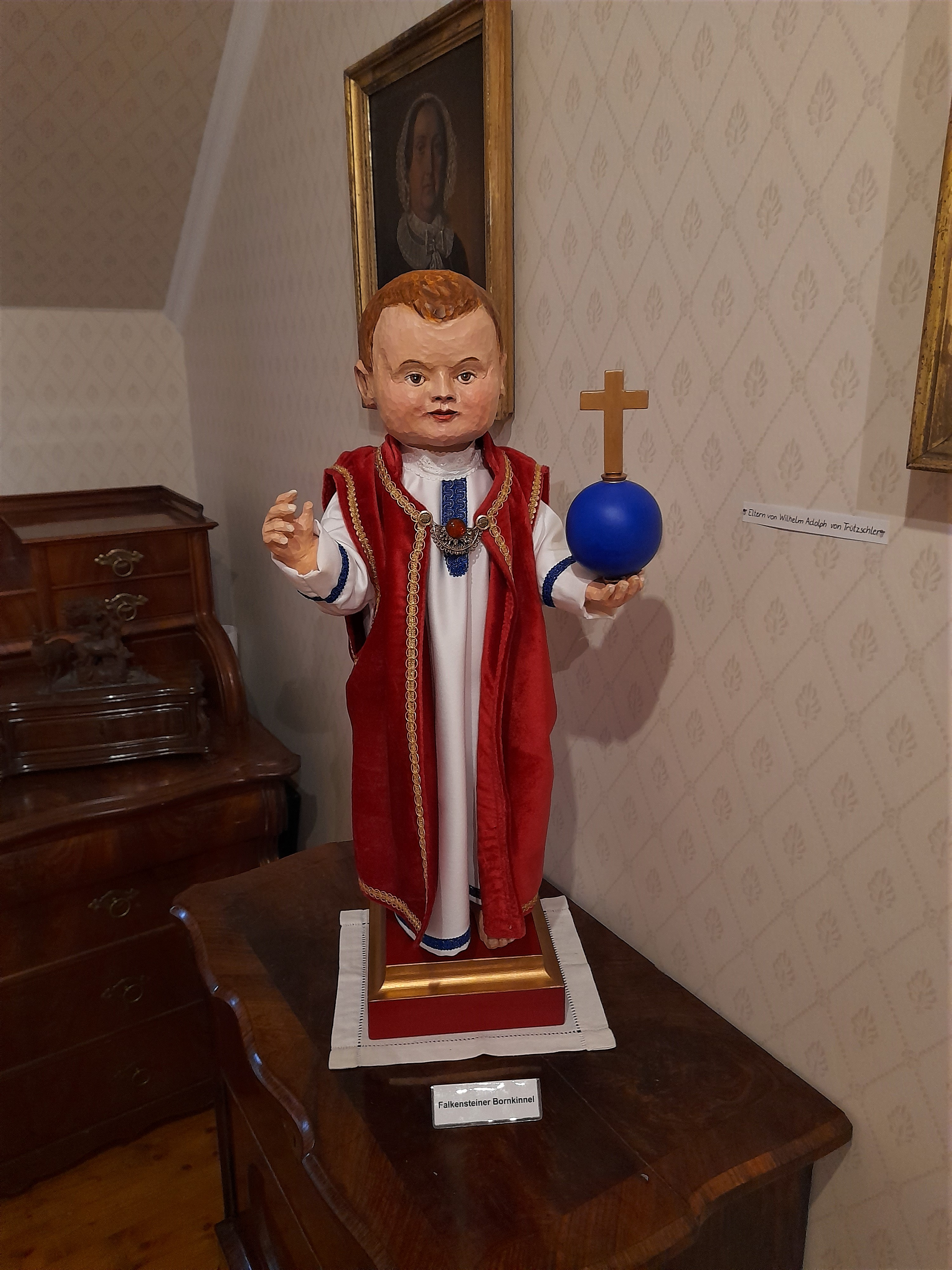
Bornkinnel aus der alten Falkensteiner Kirche im Heimatmuseum Falkenstein/Vogtl.